# Stefano Bernardi
Stefano (ou Steffano) Bernardi (Vérone, c. 1577 – 15 février 1637), aussi connu comme « il Moretto », est un prêtre italien, compositeur et théoricien de la musique. Né à Vérone et maître de chapelle à la Cathédrale de Vérone de 1611 à 1622, il s'installe plus tard à Salzbourg, où il est responsable de la musique à la Cathédrale, et compose un Te Deum pour 12 chœurs, exécutés à la cathédrale, lors de sa consécration en 1628.
La carrière de Bernardi traverse la transition entre la fin de la musique de la Renaissance et le début du Baroque, avec certaines de ses œuvres dans le style polyphonique de Palestrina et d'autres dans le style nouveau du concertato. Il compose à la fois de la musique sacrée et de la musique profane, notamment plusieurs messes et motets, ainsi que sinfonias et trois livres de madrigaux à cinq voix. Il écrit également un traité sur le contrepoint, publié en 1615.

## Biographie
Bernardi naît à Vérone. Il effectue ses études à la Scuola Accolitale (Acolyte), attaché à la Cathédrale de Vérone, où il chante dans le chœur, sous la direction d'Ippolito Baccusi. En 1602, il est rémunéré en tant que musicien à la cour du Comte Mario Bevilacqua et à l'Accademia Filarmonica de Vérone. En 1606, l’Accademia l'élève au poste de maestro della musica (maître de musique). L'année suivante, Bernardi se rend à Rome pour poursuivre sa formation, y restant quatre ans, avant de devenir le maître de chapelle de Santa Maria à Monti en 1610. Il retourne à Vérone en 1611, lorsqu'on lui offre la même position à la Cathédrale de Vérone, en succession de Francesco Anerio. Il occupe ce poste jusqu'en 1622, tout en étant également en étroite association avec l'Accademia Filarmonica. Il publie un traité de contrepoint, Porta musicale, en 1616, principalement à destination des élèves de la Scuola Accolitale où il enseigne également. Parmi ses élèves de ces années, se trouvent Antonio Bertali et Pietro Verdina.

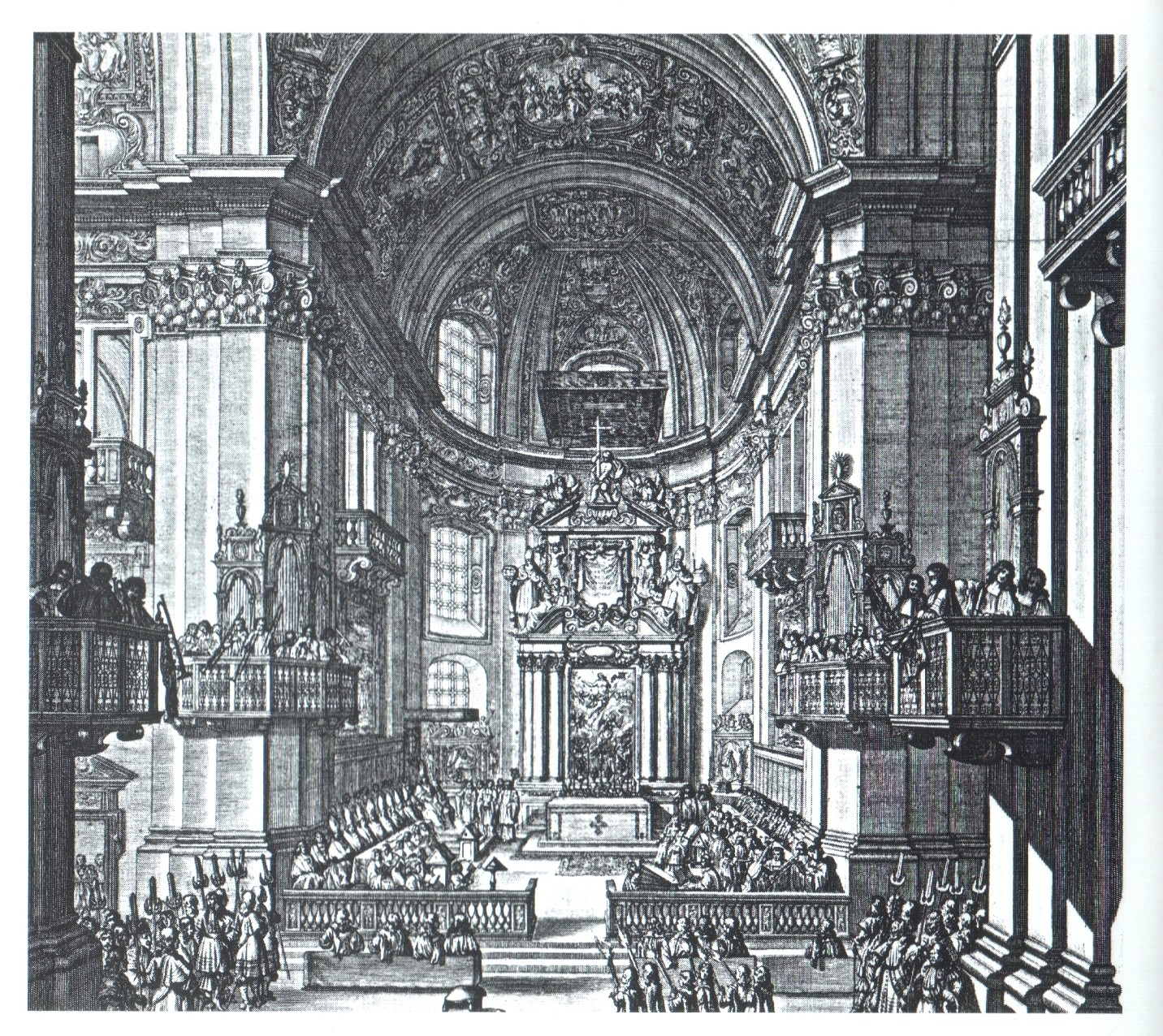
L'intérieur de la Cathédrale de Salzbourg en 1682. On aperçoit les différentes tribunes destinées aux chœurs ou instruments où étaient placés les chanteurs du Te Deum à douze chœurs de Stefano Bernardi (gravure de Melchior Küsel).

En 1622, Bernardi quitte Vérone pour prendre un poste de directeur de la musique de la cour de l'Archiduc Carl Joseph, évêque de Breslau et de Bressanone. À la suite de la mort de l'Archiduc en 1624, Bernardi s'installe à Salzbourg, où il est nommé directeur de la musique à la cour de Paris von Lodron, le Prince-Évêque de Salzbourg, poste qu'il occupe jusqu'en 1634. En tant que tel, il est profondément impliqué dans la vie musicale de la Cathédrale de Salzbourg, où il est l'un des premiers compositeurs à introduire le nouveau style italien du concertato. Pour sa consécration en 1628, Bernardi compose d'un Te Deum (musique perdue) chanté par douze chœurs séparés placés dans les différentes galeries de marbre de la cathédrale. Toujours à Salzbourg, il est ordonné prêtre et reçoit également un doctorat dans le droit canon et civil. Vers la fin de sa vie, Bernardi retourne à Vérone, où il meurt en 1637.

## Œuvre
La plupart des œuvres de Bernardi ont été publiées de son vivant, principalement à Venise chez Giacomo Vincenti et après 1619, par Alessandro Vincenti, qui a également publié un recueil posthume de Bernardi en 1638, la Messe a otto voci (Messe pour huit voix). Deux recueils de ses œuvres ont été publiés à Rome : Motecta (motets) pour deux à cinq voix en 1610, dont quatre ont été également publiés dans l'anthologie de Georg Victorinus, Sirene coelestis publié à Munich en 1616, et un recueil de madrigaux à trois voix en 1611, qui contient également « la mascarade des paysans » à six voix. Les deux œuvres qu'il a composées à Salzbourg ont été perdues : le Te Deum et une œuvre dramatique au titre inconnu. Cependant, Encomia sacra pour deux à six voix, écrit à Salzbourg, a été publié par Gregor Kyrner en 1634. Son Salmi concertati à cinq voix, publié en 1637, est considéré comme particulièrement important pour la manière dont les psaumes mettent en valeur un alto ou un soprano soliste, contre un chœur à quatre voix qui fait écho aux débuts et à la fin des passages soli,. En plus des cinq psaumes pour les vêpres, la collection contient également un Magnificat et l'hymne, Jesu nostra redemptio. Une autre œuvre importante est la Concerti Accademici que Bernardi a composé pour l'Accademia Filarmonica de Vérone entre 1615 et 1616. Initialement publié en 1616 et contenant ce que Michele Magnabosco considère comme ses plus belles pièces de musique profane, il contient dix madrigali concertati (madrigaux concertants) et huit sinfonias. 
Une édition moderne des Concerti Accademici de Flavio Cinquetti et Matteo Zenatti, avec relecture critique et un essai de Marco Materassi, est publiée en 2008.

### Musique sacrée
- Motecta pour deux à cinq voix (Rome, 1610)[15]
- Psalmi integri pour quatre voix (Venise, 1613)
- Motetti in cantilena pour quatre voix (Venise, 1613)
- Messe pour quatre à cinq voix (Venice, 1615)
- Missae octonis vocibus modulatae pour huit voix (Venise, 1616)
- Concerti sacri scielti, et trasportati dal secondo, et terzo libro de madrigali pour cinq voix et orgue (Venise, 1621)
- Psalmi pour huit voix, dont un avec accompagnement d'orgue (Venise, 1624)
- Te Deum pour 12 chœurs (première donnée le 24 septembre 1628 dans la Cathédrale de Salzbourg, musique perdue)
- Missa pro defunctis sex vocum (Salzbourg, 1629)
- Encomia sacra pour deux à six voix (Salzbourg, 1634)
- Salmi concertati pour cinq voix (Venise, 1637)
- Messe a otto voci pour huit voix (Venise, 1638)

### Musique profane
- Il primo libro de madrigali à trois voix (Rome, 1611)
- Il primo libro de madrigali à cinq voix (Venise, 1611)
- Il secondo libro de madrigali à cinq voix (Venise, 1616)
- Concerti academici con varie sorti di sinfonie à six voix (Venise, 1616)
- Il terzo libro de madrigali à cinq voix concertantes (Venise, 1619)
- Madrigaletti à deux ou trois voix, avec quelques  sonates/canzoni pour trois instruments — deux violons ou cornets et un théorbe, trombone ou basson (Venise, 1621)
- Il terzo libro de madrigali à six voix concertantes, avec plusieurs sonates intrumentales (Venise, 1624)

### Écrits
- Porta musicale per la quale il principiante con facile brevità all'acquisto delle perfette regole del contrapunto vien introdotto (Vérone, 1615)

## Discographie
- Missa pro defunctis sex vocum ; Sinfoniae concertata (2, 3 et 4) ; Aad te, domine, levavi animam meam ; De profundis clamavi a te, domine ; Letanie a 4 concertate - Voces suaves et Concerto scirocco (6-9 février 2019, Arcana)

## Sources
- Dennis Arnold, « Bernardi, Stefano », dans The New Oxford Companion to Music. Oxford University Press, 1983, p. 215. (également dans arts.jrank.org)
- (en) Niels Martin Jensen, « The Instrumental Music for Small Ensemble of Antonio Bertali: The Sources », Danish Yearbook of Musicology, vol. 20,‎ 1992, p. 25–43 (lire en ligne [PDF]).
- (en) Jeffrey G. Kurtzman, Vesper and Compline Music for One Principal Voice, New York/London, Routledge, 1995, 291 p. (ISBN 0-8153-2165-1, lire en ligne)
- Julie Anne Sadie (dir.) (trad. de l'anglais), Guide de la musique baroque, Paris, Fayard, coll. « Les Indispensables de la musique », 1995, 736 p. (ISBN 2-213-59489-9, OCLC 34495042), « Bernardi, Stefano », p. 127.
- (en) Enrico Paganuzzi, « Verona », dans Stanley Sadie (éd.), The New Grove Dictionary of Music and Musicians, vol. 29, Londres, Macmillan, 2001, 2e éd., 25 000 p. (ISBN 9780195170672, lire en ligne)
- (en) Jerome et Elizabeth Roche, « Bernardi, Stefano [Steffano] », dans Stanley Sadie (éd.), The New Grove Dictionary of Music and Musicians, vol. 29, Londres, Macmillan, 2001, 2e éd., 25 000 p. (ISBN 9780195170672, lire en ligne)
- Don Michael Randel (éd.), « Bernardi, Stefano », dans  The Harvard Biographical Dictionary of Music. Harvard University Press, 1996, p. 73–74.  (ISBN 0-674-37299-9),  (ISBN 978-0-674-37299-3)
- (en) George J. Buelow, A History of Baroque Music, Bloomington, Indiana University Press, 2004, ix-701 (ISBN 0-253-34365-8, OCLC 442241745, lire en ligne)
- (en) Stanley Sadie, Mozart : The Early Years 1756-1781, Oxford, Oxford University Press, 2006, 644 p. (ISBN 0-19-816529-3, lire en ligne)
- (it) Michele Magnabosco, « Stefano Bernardi: il primo dei moderni », Cadenze, Vérone, Accademia Filarmonica di Verona, vol. année III, no 10,‎ juin-août 2007 (OCLC 955568051, lire en ligne [PDF])
- (en) Alexander Fisher, « Celestial Sirens and Nightingales: Change and Assimilation in the Munich Anthologies of Georg Victorinus », Journal of Seventeenth-Century Music, vol. 14, no 1,‎ 2008 (ISSN 1089-747X, OCLC 818880048, lire en ligne)